# Czarny Potok Bielski
Czarny Potok Bielski lub Czarny Potok (słow. Čierny potok) – potok płynący Doliną Czarną w słowackich Tatrach Bielskich. Jest prawym dopływem Bielskiego Potoku. 
Dolina Czarna zbudowana jest z wapieni. Czarny Potok płynie jej dnem tylko w niektórych miejscach, na większej części długości jego koryto jest suche – zjawiska krasowe powodują, że woda płynie pod jego dnem podziemnymi przepływami. Czarny Potok uchodzi do Bielskiego Potoku w Kotlinach, w odległości około 200 m na południe od Kardolina. Następuje to na wysokości około 780 m po wschodniej stronie Drogi Wolności.